# ایان اندرسون
ایان اندرسون (به انگلیسی: Ian Anderson) (زادهٔ ۱۰ اوت ۱۹۴۷) نوازندهٔ چندین ساز مختلف، خواننده و ترانه‌سرای اهل اسکاتلند است که بیشتر به‌عنوان رهبر گروه پراگرسیو راک انگلیسی جترو تال شناخته شده‌است.

## سال‌های آغازین
اندرسون در سال ۱۹۴۷ در دانفرملین، فایف اسکاتلند به‌دنیا آمد. پس از آن‌که وارد دبستانی در ادینبرو شد، به‌همراه خانواده‌اش در سال ۱۹۵۹ به بلک‌پول در شمال انگلستان نقل مکان کردند. او پس از گذراندن یک دورهٔ گرامر سنتی زبان، به دانشکدهٔ هنر بلک‌پول وارد شد تا تحصیلات‌اش را در رشتهٔ هنرهای زیبا ادامه دهد (۱۹۶۶ تا ۱۹۶۸). این پیش از آن بود که اندرسون در مورد ورود به عرصهٔ موسیقی تصمیم بگیرد.

## آغاز فعالیت حرفه‌ای
اندرسون در نوجوانی مدتی به‌عنوان دستیار فروشنده در فروشگاه بزرگ جان لوئیس در بلک‌پول مشغول به‌کار شد و پس از آن به‌عنوان فروشنده در یک دکهٔ روزنامه‌فروشی. بعدها گفت که مطالعهٔ نسخه‌های کپی‌شدهٔ مجله‌های ملودی میکر و اِن‌اِم‌ئی در زمان فراغت‌اش از کار، الهام‌بخش او برای عضو شدن در یک گروه موسیقی بوده‌اند.
در سال ۱۹۶۳ با همکاری دوستان هم مدرسه‌ای‌اش یک گروه موسیقی با نام «د بلیدز» تأسیس کردند. در آن گروه بَریمور بارلو درامز می‌نواخت، جان اِوِن نوازندهٔ کیبورد بود، جفری هَموند گیتار باس می‌زد و مایکل استیونز گیتاریست بود. خود اندرسون هم در آن گروه که سبک‌اش سول و بلوز بود آواز می‌خواند و سازدهنی می‌نواخت. در همان زمان اندرسون سعی کرد گیتار الکتریک بیاموزد اما مدتی بعد از تصمیم‌اش منصرف شد چون به‌گفتهٔ خودش احساس کرده‌بود هیچ‌گاه نخواهد توانست به‌خوبی اریک کلپتن ساز بزند. طبق صحبت‌های خودش که در بخش آغازین آلبوم ویدئویی زنده در جزیرهٔ وایت موجود است، پس از ناامید شدن از گیتار الکتریک، آن را با یک فلوت معاوضه کرد. پس از چند هفته تمرین دریافت که با فلوت می‌تواند قطعه‌های راک و بلوز را به‌شکل نسبتاً مناسبی همراهی کند. طبق متنی که در دفترچهٔ اولین آلبوم جتروتال با نام این بود (۱۹۶۸) چاپ شده‌است، اندرسون در زمان ضبط قطعه‌های آن آلبوم، تنها چند ماه بود که نواختن فلوت را آغاز کرده بود. تمرین‌های گیتار الکتریک نیز برای اندرسن بی‌فایده نبودند، چراکه بعداً به نواختن گیتار آکوستیک روی‌آورد. همان‌طور که ماندولین، ساکسفون سوپرانو، کیبورد و چندین ساز دیگر را نیز فرا گرفت.
در سال ۱۹۶۵ نام گروه به «جان اِوِنز بند» تغییر داده شد. پس از چند بار تغییر در ترکیب نفرات گروه و در دسامبر ۱۹۶۷، ۴ عضو باقی‌مانده تصمیم گرفتند گروه جدیدی را تشکیل دهند. نام‌های مختلفی مانند «نِیوی بلو» و «بگ آو بلوز» پیشنهاد شد. آن‌ها در نهایت با اقتباس از نام یک کشاورز و مخترع قرن هجدهم میلادی، «جترو تال» را به‌عنوان نام گروه انتخاب کردند.

## زندگی حرفه‌ای

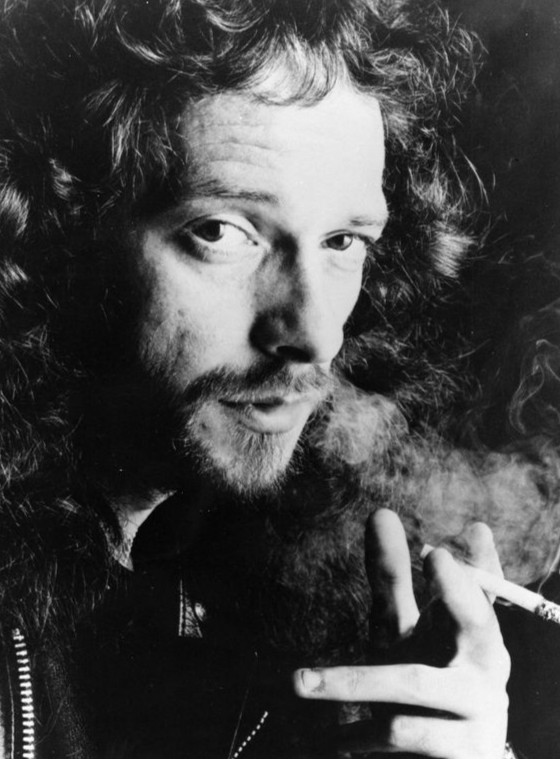
عکسی از یان اندرسون که مهمان برنامه تلویزیونی The Midnight Special بود

با وجود این‌که یان اندرسون تعدادی آثار شخصی موفق و تحسین شده و همکاری‌هایی با دیگر هنرمندان موسیقی را در کارنامه‌اش دارد، پس از ۴ دهه حضور مداوم در عرصهٔ موسیقی، اغلب مردم او را فقط به‌عنوان «رهبر جترو تال» می‌شناسند. دلیل واضح این مسئله، شخصیت منحصربه‌فردی است که اندرسون در اجراهای صحنه‌ای جتروتال از خود ارائه کرده‌است که اغلب در جبههٔ مخالف «فرهنگ غالب ستارگان موسیقی راک» قرار می‌گیرد. در عین حال که شخصیت صحنه‌ای اندرسون در جترو تال تأثیر زیادی از اِلِمان‌های فرهنگ عامهٔ بریتانیا مانند دلقک‌های قرون وسطایی، خنیاگران دوران الیزابتی، ارباب‌های زمین‌دار انگلیسی و اصیل‌زادگان اسکاتلندی گرفته، او به دفعات -در ویدئوها و کنسرت‌ها-در قالب کاراکترهای بی‌ربطی هم‌چون فضانورد، دوچرخه‌سوار، دزد دریایی و ولگرد ظاهر شده‌است. کاراکتر او در جترو تال، تا حد زیادی «تقلید مضحک و سُخره‌آمیز خویشتن» را در خود دارد.
در جایگاه یک نوازندهٔ فلوت، اندرسون یک موزیسن خودآموخته به‌شمار می‌آید. او در نواختن فلوت به‌وفور از تکنیک زبان‌لرزه استفاده می‌کند و گاهی با آواز یا زمزمه (و حتی بعضی اوقات با صدایی شبیه خرناس) سازش را همراهی می‌کند که تأثیرگرفته از شیوهٔ نوازندگی رولند کِرک است.
فیگور معروف اندرسون که «روی یک‌پا ایستادن در زمان فلوت زدن» است، اولین‌بار کاملاً اتفاقی انجام شد. در یکی از اجراهای جترو تال، او زمانی که مشغول نواختن سازدهنی بود و روی یک پای‌اش به جلو خم شده‌بود، برای حفظ تعادل پایهٔ میکروفون را با دست گرفت. بعداً اندرسن این فیگور را -با این‌که ساز زدن را مشکل‌تر می‌کرد-به‌شکل دائمی در زمان فلوت نواختن در کنسرت‌های جتروتال استفاده کرد. تا جایی که روزنامه‌نگاری که یکی از اجراهای جترو تال را در مارکیی کلاب دیده بود در جایی نوشته بود: «این مرد روی یک پا می‌ایستد تا بتواند فلوت بنوازد». در فیلم موزیکال سیرک راک اند رول رولینگ استونز (۱۹۶۸) اولین تلاش‌های وی برای انجام این حرکت در بخش‌های فلوت ترانهٔ «آهنگی برای جفری» قابل مشاهده هستند. سال‌ها بعد و زمانی که اندرسون دریافت، برخی خدایان اساطیری مانند کریشنا و کوکوپلی از قرن‌ها پیش در حال نواختن فلوت و ایستاده روی یک پا مصور شده‌اند، شگفت‌زده شد.
او به‌غیر از همکاری‌هایش با جترو تال چند آلبوم شخصی هم منتشر کرده‌است. آلبوم‌های شخصی اندرسون، آشکارا در فضایی جدی‌تر از آثار جترو تال سیر می‌کنند و بیشتر قطعه‌های‌شان بدون کلام هستند.

## زندگی خصوصی
اندرسن در سال ۱۹۷۰ با جنی فرانکس (عکاس) ازدواج کرد. آن‌ها در سال ۱۹۷۴ از هم جدا شدند. فرانکس نویسندهٔ بخش عمدهٔ متن ترانهٔ «آکوالانگ» -از معروف‌ترین آثار جترو تال- بوده‌است. در سال ۱۹۷۶ اندرسون با شانا لیرود که در آن‌زمان از کارکنان کریسلس رکوردز بود ازدواج کرد. شانا بعداً مسئولیت تدارک جلوه‌های ویژهٔ کنسرت‌های جترو تال را بر عهده گرفت. حاصل ازدواج آن‌ها ۲ فرزند بوده‌است: جیمز دانکن اندرسون که در زمینهٔ موسیقی فعالیت می‌کند و گائل اندرسون که در صنعت سینما فعال است. گائل در سال ۲۰۰۶ با بازیگر انگلیسی اندرو لینکلن ازدواج کرد. حاصل ازدواج گائل اندرسون و اندرو لینکلن یک دختر به نام ماتیلدا و یک پسر به نام آرتور است.
اندرسن در زندگی شخصی‌اش به حفاظت از گربه‌های وحشی-به‌خصوص آن‌هایی که در اسارت و تحت آزار انسان‌ها بوده‌اند-، دوربین‌های عکاسی-به‌خصوص دوربین‌های لایکا- و آشپزی هندی علاقه دارد. طبق متنی که در دیباچهی جزوهٔ یکی از کنسرت‌های خیریهٔ اندرسن چاپ شده‌است، از لحاظ اعتقادات خود را جایی بین خداانگاران و همه‌خداباوران می‌داند.
اندرسن هیچ‌گاه گواهینامهٔ رانندگی هیچ وسیلهٔ نقلیه‌ای را نداشته‌است، گرچه موتورسواری جاده‌ای را جزو علاقه‌مندی‌های‌اش می‌داند.